# Körpergrab

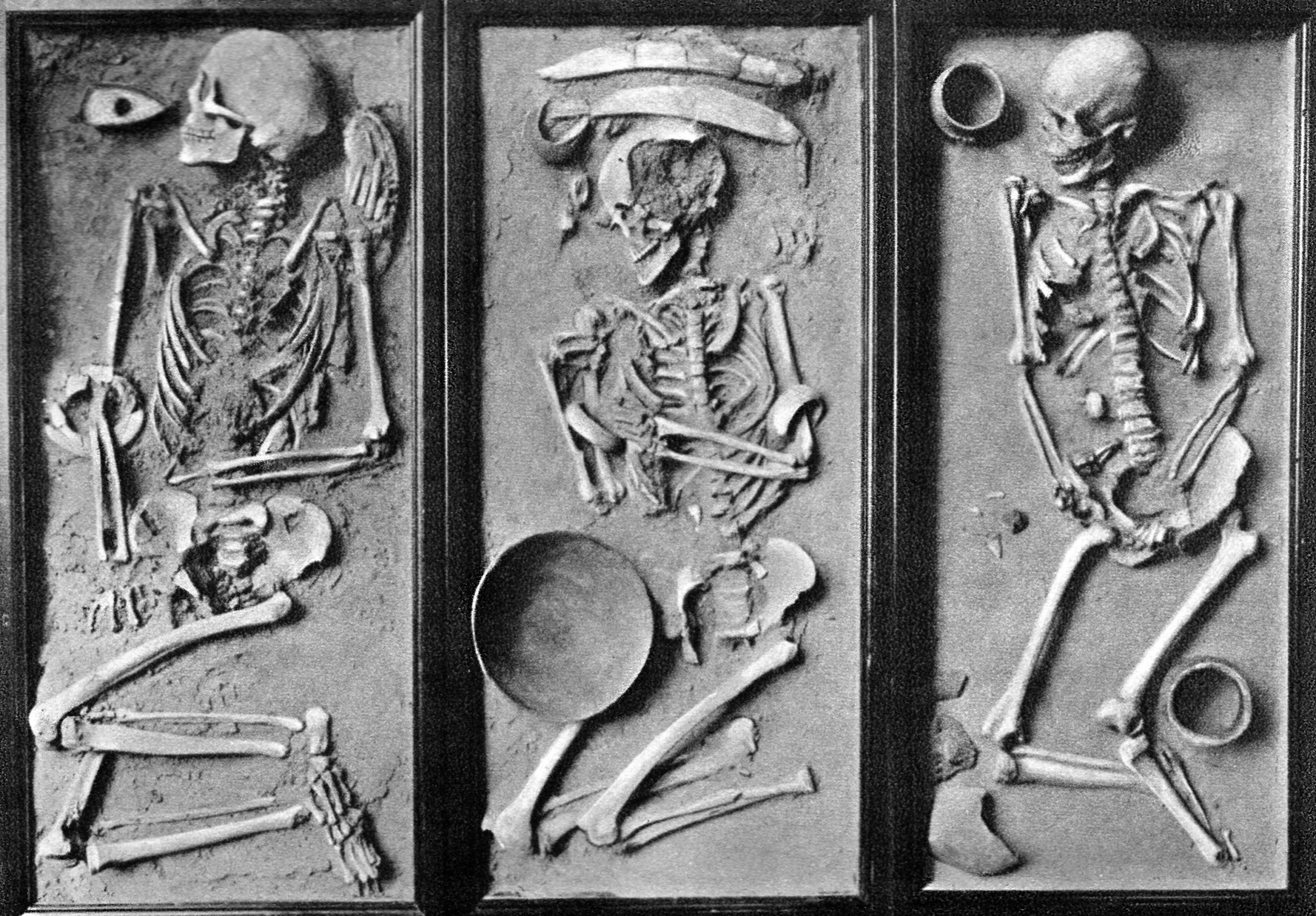
Körpergräber des Gräberfeldes von Rössen, vor 4000 v. Chr.

Körpergräber sind Gräber, in denen die Leiche in unversehrtem Zustand beigesetzt wurde.

## Erhaltung
Der beigesetzte Leichnam ist sehr häufig bis auf die letzte Spur vergangen, so dass sein ehemaliges Vorhandensein nur aus der Form des Grabes und der Lage der Beigaben, mitunter auch aus der Bodenfärbung, geschlossen werden kann. Andererseits erhalten sich bei günstigen Verhältnissen die Gebeine oft überraschend gut. Sie geben Forschern dann einen guten Einblick in das Leben und die Umweltbedingungen der Verstorbenen.
Zuweilen finden sich Anzeichen, dass der Leichnam mit Asche und Kohlenstückchen bestreut wurde, vielleicht ein Zeichen der Erinnerung an früher gebräuchlich gewesene Feuerbestattung.

## Geschichte
Von der mittleren zur späten Bronzezeit wandelten sich die Formen der Bestattung in Europa. Körpergräber gibt es mit dem Aufkommen der Brandbestattung dann wesentlich seltener.

## Begrifflichkeit
Der gewöhnlich für Körpergräber angewendete Ausdruck „Skelettgräber“ ist unzutreffend, da ein Skelett je nach Erhaltung nicht mehr zu finden ist.